# 宮川繁
宮川 繁（みやがわ しげる）は、日本の言語学者。国際基督教大学卒。アリゾナ大学博士課程修了。専門は理論言語学、「教育とメディア」。

## 人物
幼少期にアメリカに渡り、オハイオ州立大学教授を経て現在マサチューセッツ工科大学教授, および2014-2019はMITとのクロスアポイントメントで東京大学特任教授。理論言語学の研究者であり、日本語の浮遊数量詞や格付与などについての統語論の業績で知られる。最近は言語の進化について論文を出し、BBCRadio4 (What the songbird said)で取り上げられている。また近年では教育分野での活躍が目立つ。自身の幼少期の体験をもとにして開発したマルチメディアを通じての相互教材 “StarFestival” は世界的に高く評価された。またマサチューセッツ工科大学の授業をインターネットで配信する「オープンコースウェア構想」の中心人物でもある。